# Nowaja Tschara
Nowaja Tschara (russisch Новая Чара) ist eine Siedlung städtischen Typs in der Region Transbaikalien (Russland) mit 4315 Einwohnern (Stand 14. Oktober 2010).

## Geographie
Die Siedlung liegt in der Oberen Tscharasenke, die im Nordwesten vom Kodargebirge und im Südosten vom Udokangebirge umschlossen wird, zwei bis zu 3000 Meter hohen Bergketten im östlichen Teil des Stanowoihochlandes. Nowaja Tschara liegt etwa 600 Kilometer (Luftlinie) nordöstlich der Regionshauptstadt Tschita unweit des rechten Ufers des Flusses Tschara.
Die Siedlung gehört zum Rajon Kalarski, dessen Verwaltungszentrum, das Dorf Tschara, etwa 10 Kilometer (per Straße 16 Kilometer) entfernt in nördlicher Richtung liegt.

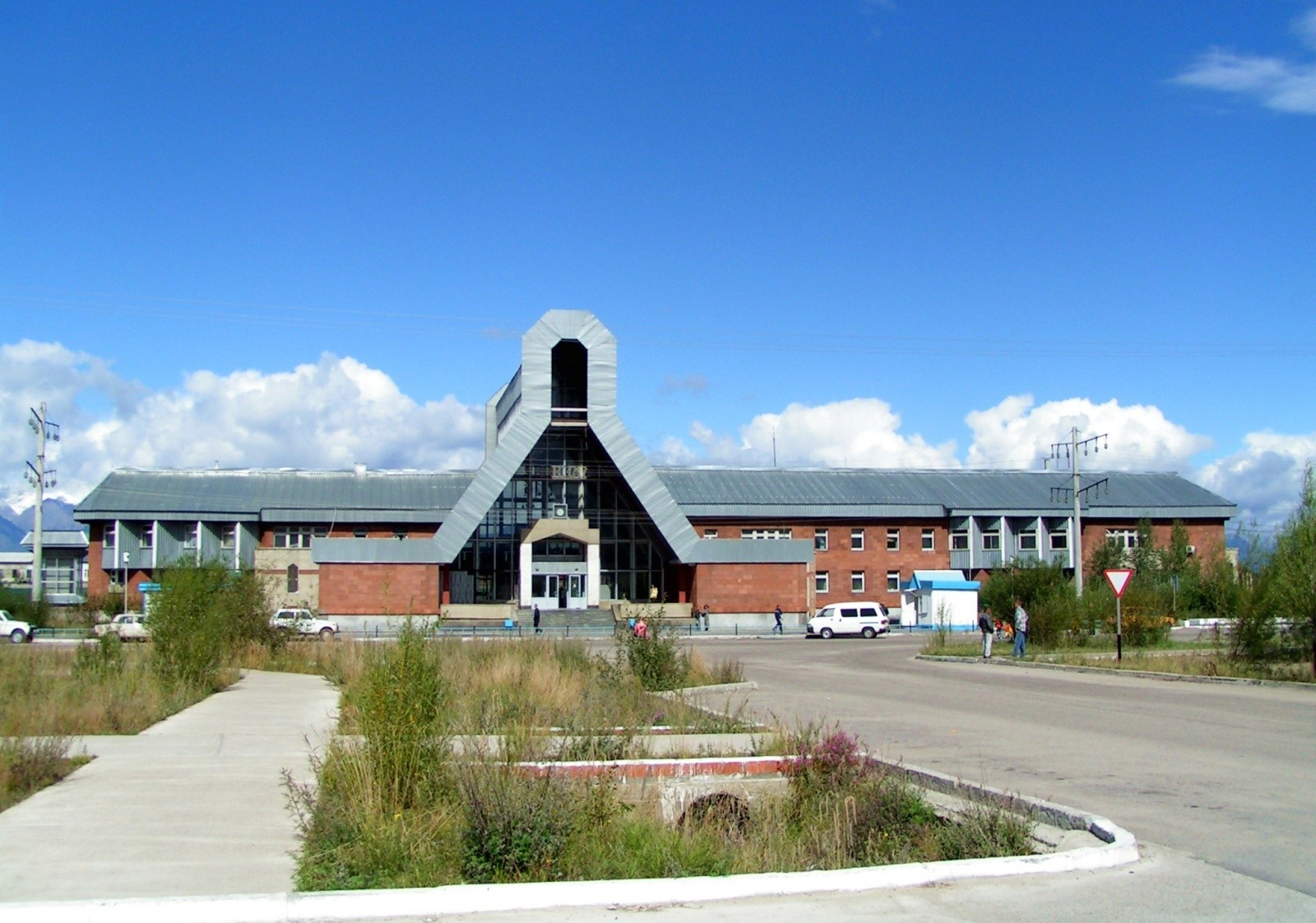
Bahnhof Nowaja Tschara
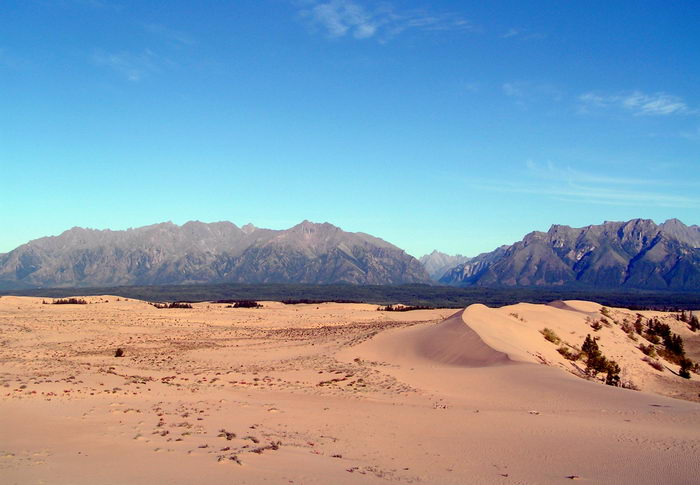
Die Tschara-Sande, eine „Wüste“ inmitten Sibiriens, unweit Nowaja Tschara. Im Hintergrund das Kodargebirge

## Geschichte
Der Ort entstand Anfang der 1980er Jahre unweit des nach dem Fluss benannten alten Dorfes Tschara im Zusammenhang mit dem Bau der Baikal-Amur-Magistrale (BAM). Der Ortsname steht dementsprechend für Neu-Tschara. Bahnstation und Siedlung wurden von Bauarbeitern aus der damaligen Kasachischen SSR errichtet (im Rahmen der Propaganda um das Allunions-Komsomol-Bauobjekt BAM übernahmen jeweils eine oder mehrere Regionen der damaligen Sowjetunion Patenschaften über die meisten zu errichtenden Stationen und Siedlungen entlang der Strecke).
Der reguläre Bahnverkehr auf dem gesamten Streckenabschnitt von Tynda in der benachbarten Oblast Amur bis Nowaja Tschara (aus östlicher Richtung) wurde 1988, zwischen Baikalsee (Sewerobaikalsk) und Nowaja Tschara (aus westlicher Richtung) 1989 aufgenommen. Nach Fertigstellung der Bahnstrecke sowie infolge der Wirtschaftskrise in den 1990er Jahren verließ gut die Hälfte der Einwohner den Ort, da sich die an den Bau der Bahnstrecke geknüpften Erwartungen zur wirtschaftlichen Entwicklung des Gebietes nicht erfüllten.
Bevölkerungsentwicklung
| Jahr | Einwohner |
| ---- | --------- |
| 1989 | 8787      |
| 2002 | 4693      |
| 2010 | 4315      |

Anmerkung: Volkszählungsdaten

## Kultur und Sehenswürdigkeiten
Nowaja Tschara ist Ausgangspunkt für Trekkingtouren in das nahe gelegene Kodargebirge, eines der höchsten und dank der BAM heute am besten zugänglichen Hochgebirge Sibiriens außerhalb der Südsibirischen Gebirge, sowie die Tschara-Sande (Tscharskije peski), ein 37 km² großes Sanddünengebiet nordwestlich des Ortes jenseits der Tschara.

## Wirtschaft und Infrastruktur
Nowaja Tschara ist eine bedeutende Station der Baikal-Amur-Magistrale (Streckenkilometer 1719 ab Taischet), was praktisch den einzigen Wirtschaftsfaktor des Ortes darstellt. Die Strecke überquert sechs Kilometer westlich der Siedlung auf einer 276 Meter langen Brücke die Tschara.
Der Ort besitzt jedoch bedeutendes Potenzial als logistisches Zentrum eines sich entwickelnden Bergbaugebietes. Zwischen Station und Tscharabrücke zweigt eine zwischen August 1998 und September 2001 aufwändig errichtete, 66 Kilometer lange Bahnstrecke (72 Kilometer ab Nowaja Tschara) in südwestlicher Richtung zur Titan-Vanadium-Eisenerzlagerstätte Tschineiskoje (Tschina) ab. Es handelt sich um das größte Titanvorkommen Russlands und – bei einem Vanadiumgehalt (V2O5) von bis zu 1,2 Prozent – um die nach Gesamtvorräten größte erkundete Vanadiumlagerstätte der Welt, die als Nebenprodukte Nickel, Cobalt, Platin, Palladium, Rhodium, Iridium, Silber und Gold enthält. Da der Abbau des in 2000 Meter Höhe gelegenen Erzvorkommens zunächst wegen ungeklärten Besitzverhältnissen und Finanzierung nicht aufgenommen wurde, kam es auf der aus diesem Grund nicht unterhaltenen Strecke zu Beschädigungen durch Erdrutsche und Unterspülungen, sodass sie heute (2008) nur auf 26 Kilometern befahren wird. Bis zur dortigen Beladestelle wird das bislang in geringen Mengen geförderte Erz mit Lastkraftwagen transportiert. Die Wiederherstellung der gesamten Strecke und ihre Verlängerung bis zur 13 Kilometer entfernten Kupferlagerstätte Udokanskoje (mit geschätzten Vorräte von 20 Millionen Tonnen ebenfalls eine der weltgrößten), ist projektiert. Im Einzugsbereich der Strecke liegen zudem Lagerstätten von Seltenerdmetallen (Katuginskoje), Eisenerzen (Sulumatskoje) und hochwertiger Steinkohle (Tschitkandinskoje, auch Tschitkanda), die aber bisher wie Udokanskoje unerschlossen sind.
Durch Nowaja Tschara führt die der BAM folgende Straße. Die Siedlung besitzt einen kleinen Flughafen.